# Scythocentropus scripturosa
Scythocentropus scripturosa là một loài bướm đêm trong họ Noctuidae.

## Hình ảnh

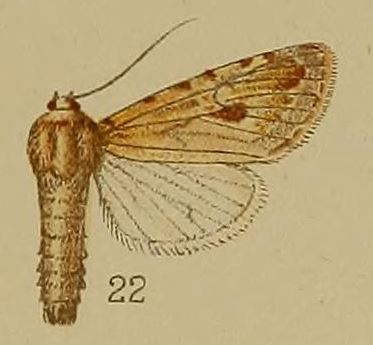